# Ibrahim ibn al-Mahdi
Ibrahim al-Mahdi —àrab: إبراهيم بن المهدي, Ibrāhīm al-Mahdī— (juliol del 779-juliol del 839) fou un efímer califa abbàssida rebel. Era fill del califa al-Mahdi i germà de Harun ar-Raixid. La seva mare era una concubina daylamita de nom Shikla.
La dominació d'al-Mamun i la designació com a hereu de l'alida Ali al-Rida no va agradar a Bagdad; la població es va revoltar el 816/817. Llavors l'antic visir d'al-Amin, al-Fadl ibn al-Rabi, va sortir del seu amagatall on romania des del 813. Ibrahim ibn al-Mahdi fou proclamat califa (24 de juliol del 817) amb el nom de regne d'al-Mubarak. Ibrahim va enviar un exèrcit cap altres parts de l'Iraq, un cos del qual va ocupar Kufa i un altre Madain. Llavors va esclatar una revolta dels kharidjites a la regió fèrtil del Sawad; Ibrahim els volia combatre però la seva gent hi simpatitzava, i d'altra part els soldats reclamaven el seu pagament; va utilitzar els tresors de Bagdad per pagar; llavors es va dirigir a Wasit que va ocupar i va contenir la revolta kharigita.
Al-Mamun havia intentat conciliar als xiïtes amb la designació com a hereu d'Ali al-Rida, però per a després de la seva mort, cosa que no va agradar als alides, ja que Ali era vell i era improbable que visqués més anys que al-Mamun. Aquest d'altra banda va decidir posar fi a la situació de rebel·lió a l'Iraq i va sortir de Merv el 22 de gener del 818; es va dirigir a Tus, va parar a Sarakhs (on va morir assassinat el seu visr al-Fadl ibn Sahl ibn Zadhanfarukh, segons els rumors per orde del mateix califa). D'altra banda el governador de l'Iraq per al-Mamun, Hasan ibn Sahl, va derrotar prop de Wasit als generals d'Ibrahim Said ibn Sadjur i Isa ibn Muhammad (7 de febrer del 818) i el segon es va passar al bàndol d'al-Mamun.
Estant el califa a Tus va morir l'hereu designat el xiïta Ali al-Rida (5 de setembre de 818). Va seguir vap a l'Iraq via Rayy; pel camí va abaixar els impostos per obtenir suport. Quan es va acostar a Bagdad els generals d'Ibrahim, instigats per Humayd ibn Abd al-Hamid al-Tusi, el van trair i es van passar al seu rival. Ibrahim va renunciar (juny del 819) i el 10 o 12 d'agost del 819 al-Mamun va entrar a Bagdad. Ibrahim va viure un temps a la clandestinitat i després fou descobert vers 825 i empresonat però fou perdonat vers 826 i va viure a Bagdad i a Samarra on va exercir com a poeta i músic i on va morir alguns anys després (839).